# كل ما يتعلق عن: الحياة والنمو
كل ما يتعلق عن: الحياة والنمو هي سلسلة تعليم الجنس والعلاقات البريطانية للأطفال من سن 5 إلى 13 عامًا تنشرها القناة الرابعة على اشرطة VHS واقراص DVD.
غالبًا ما يُشار إلى المسلسل باسمه المختصر «الحياة والنمو».  ويغطي الاختلافات بين صبي وفتاة، البلوغ، وكيف يتم إنجاب الأطفال وكيف يولدون.
تم وضع الرنامج على أربع مراحل 1 و 2 و 3 و 4.
في الوحدات الثلاث الأولى، يشمل البرنامج إدخال التربية الجنسية بلطف للأطفال الأصغر سنًا، من خلال البلوغ والولادة، إلى الصور الإعلامية، والعلاقات من نفس الجنس والحمل.
الوحدة الرابعة تغطي البلوغ وصورة الجسم بتفصيل أكبر مع التركيز على الحفاظ على صحة العقل والجسم.

## المراحل
المرحلة الأولى - الاختلافات في العمر 5-7 |  كيف وصلت إلى هنا؟  |  التقدم في العمر.
المرحلة الثانية - تغييرات العمر 7-9 |  كيف يصنع الأطفال |  كيف يولد الأطفال.
المرحلة الثالثة - سن 9-11 حديث الفتاة |  حديث الصبي |  لنتحدث عن الجنس.
المرحلة الرابعة - سن 11-13 سن البلوغ |  صورة الجسم |  القيام بالاختيارات الصحيحة.
اعتبارًا من 7 يوليو 2012، تمت إزالة أقراص DVD من كتالوج منتجات القناة الرابعة نتيجة لإعلان الحكومة أن المنهاج قيد المراجعة.
تم إصدار النسخة البديلة، التي تضم الوحدات الثلاث الأولى، في عام 2013 نظرًا لعدم إجراء المراجعة.
في الإصدار البديل، تم نقل حديث الفتاة وحديث الصبي وإلى المرحلة الثانية التي تركز الآن بشكل رئيسي على البلوغ.
أخذت كيفية صنع الأطفال وكيف ولد الأطفال مكانهم في المرحلة الثالثة وتم إسقاط حلقة دعونا نتحدث عن الجنس.

### الجدال
لقد خضع البرنامج لتدقيق من قبل الوالدين بسبب الصور الرسومية للجماع الجنسي والمداعبة في المرحلة الثانية.
على الرغم من أن النسخة البديلة أزلت بعض المخاوف من المحتوى، لكن لوحظ أن أوراق العمل لا تزال قائمة  دون تغيير ولم يتم التعديل على أقراص DVD الأصلية.

### تلفزيون جرامبيان
تم نقل برنامج مدارس تلفزيون جرامبيان (الحياة والنمو) الذي يدوم طويلاً من قناة ITV إلى القناة الرابعة في سبتمبر 1987.